# Tulcea
Tulcea [cách đọc: "Tul-chê-a"] là một thành phố của România. Thành phố thuộc hạt Tulcea. Đây là thành phố lớn thứ 28 quốc gia này. Thành phố Tulcea có dân số 73.707 người (theo điều tra dân số năm 2011), diện tích 177.24 km2. Thành phố có độ cao 30 mét trên mực nước biển.
Thành phố này có nhà máy đóng tàu Vard Tulcea SA của Rumani, nơi có hàng trăm công nhân Việt Nam làm việc theo hợp đồng xuất khẩu lao động, chủ yếu là thợ hàn (số liệu thống kê năm 2017).

## Lịch sử

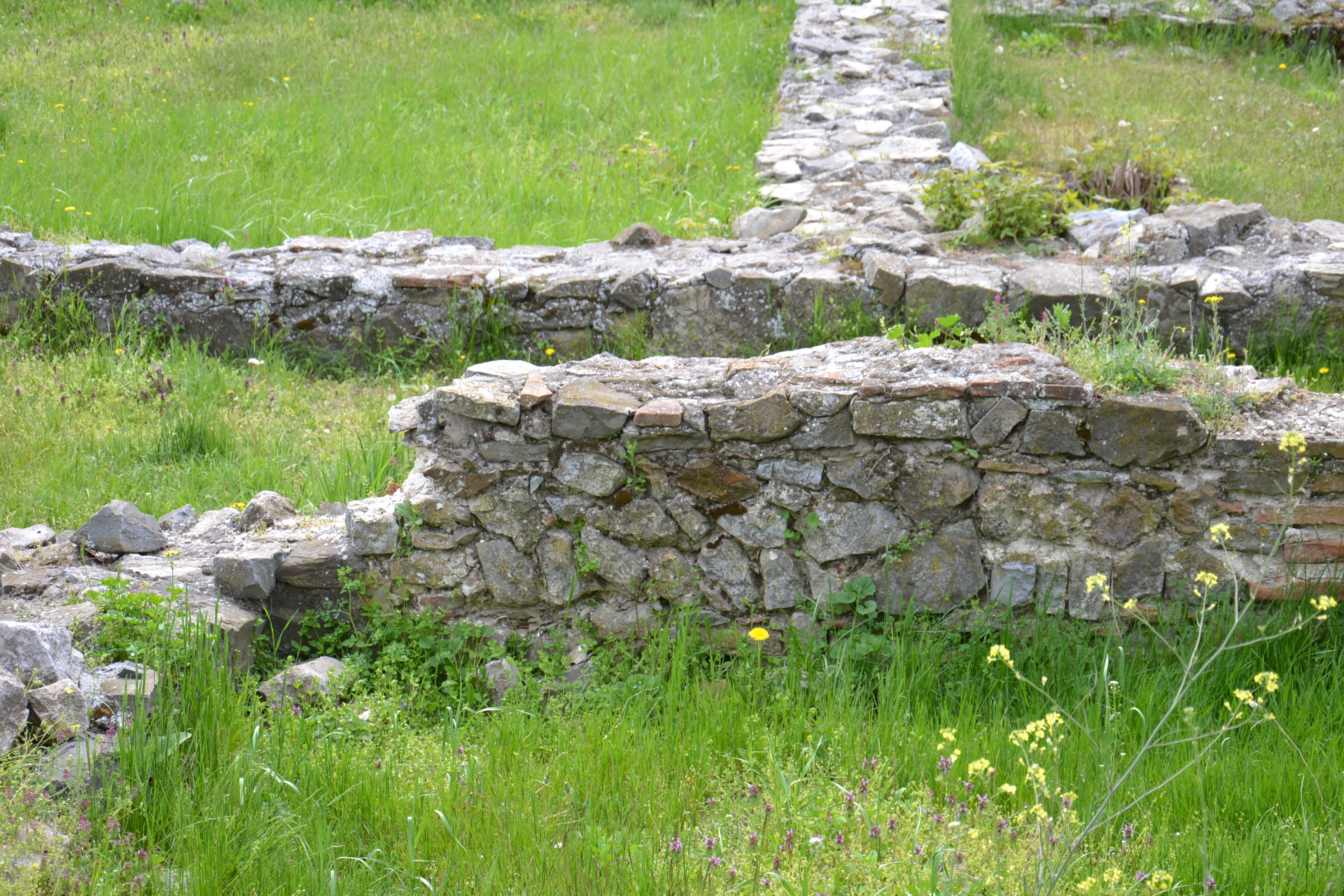
Ruins of Aegyssus

Tulcea được thành lập vào thế kỷ thứ 7 trước Công nguyên, với tên ban đầu là Aegyssus.
Tulcea được đề cập tới lần đầu tiên với tên hiện tại của nó vào năm 1506, trong hồ sơ hải quan Ottoman. Khi đó, nó được miêu tả như là một "trung tâm giao thương quan trọng".

## Dân cư
Theo điều tra dân số năm 2011, Tulcea có dân số 73.707 người, trong đó 93,2% là người gốc Rumani. Các nhóm thiểu số đáng kể bao gồm người Nga Lippovan (2,6%), người Di-gan (1,4%) và người Thổ (1,2%). Hầu hết người bản địa Bungary rời thị trấn vào năm 1941 theo Hiệp ước Craiova.
Bản mẫu:Dân số trong lịch sử
| Dân tộc                  | 2011           |
| ------------------------ | -------------- |
| Tổng số (có ghi dân tộc) | 65,945         |
| người Rumani             | 61,451 (93.2%) |
| người gốc Nga            | 1,738 (2.6%)   |
| người Di-gan             | 953 (1.4%)     |
| gốc Thổ                  | 819 (1.2%)     |
| gốc Ukraina              | 376 (0.5%)     |
| gốc Hy Lạp               | 208 (0.3%)     |
| dân tộc khác             | 400 (0.6%)     |
| không rõ dân tộc         | 7762           |

## Kinh tế - Văn hóa - Du lịch
Tulcea hiện nay là thành phố công nghiệp với đóng tàu là một trong những ngành mũi nhọn.
Tulcea cũng là đầu mối giao thông, cửa ngõ để du khách có thể tới tham quan đồng bằng châu thổ sông Da-nuýp, một di sản thiên nhiên thế giới được UNESCO công nhận.
Tulcea và tỉnh Bến Tre của Việt Nam bắt đầu có sự hợp tác văn hóa và kinh tế từ năm 2014. Năm 2015 đoàn văn hóa nghệ thuật tỉnh Bến Tre đã sang tham gia lễ hội văn hóa truyền thống quốc tế được tổ chức tại Tulcea. 

## Notable people
- Crin Antonescu, former President of the Senate of Romania
- Georges Boulanger, violinist
- Alexandru Ciucurencu, painter
- Stefan Karadzha, Bulgarian revolutionary, studied in Tulcea and is associated with the town.
- Grigore Moisil, mathematician
- Dimitar Petkov, Bulgarian Prime Minister
- Tora Vasilescu, actress

## Thành phố kết nghĩa
Tulcea có kết nghĩa với các thành phố sau đây:
| - Aalborg, Đan Mạch - Rovigo, Italy - Shumen, Bulgaria | - Ilio, Hy Lạp - Bishopstown, Ireland - Bến Tre, Việt Nam - Pushkin, Nga |